# Marius Bear
Marius Hügli (Enggenhütten, Schlatt-Haslen, 21 de abril de 1993), conocido artísticamente como Marius Bear, es un cantautor suizo.

## Biografía
Después de estudiar mecánica, Marius Bear decidió seguir una carrera musical y en 2017 se mudó a Londres, donde estudió producción musical durante un año en el British and Irish Modern Music Institute. Al año siguiente, lanzó su primer EP, Sanity, que alcanzó el 36.º puesto en Schweizer Hitparade y le valió el premio al Mejor Talento en los Swiss Music Awards de 2019. En diciembre del mismo año se lanzó su álbum debut, Not Loud Enough, que alcanzó el 20.º puesto en las listas nacionales.
El 8 de marzo de 2022, se anunció que la emisora pública de radio y televisión SRF había seleccionado internamente a Marius Bear como representante de Suiza en el Festival de la Canción de Eurovisión 2022 con el tema Boys Do Cry, perteneciente a su álbum homónimo.

## Discografía

### Álbumes de estudio
- 2019 – Not Loud Enough
- 2022 – Boys Do Cry

### EP
- 2018 – Sanity

### Sencillos
- 2017 – I'm a Man
- 2018 – Roots
- 2018 – Sanity
- 2018 – Remember Me
- 2019 – My Crown
- 2019 – Streets
- 2019 – Blood of My Heartbeat
- 2019 – Come What May
- 2019 – Not Loud Enough
- 2020 – Now or Never
- 2020 – I Wanna Dance with Somebody (Who Loves Me)
- 2021 – High Notes
- 2021 – Heart on Your Doorstep
- 2021 – Waiting on the World to Change (con Pat Burgener)
- 2021 – Roses
- 2021 – Evergreen
- 2022 – Boys Do Cry